# Перелік
Перелік, також список — скінченна послідовність однорідних об'єктів, що називаються елементами списку, яка містить хоча б один такий об'єкт.
Перелік, також список — множина (постійна або тимчасова) пов'язаних об'єктів, упорядкованих деяким логічним способом. Для позначення початку переліку використовується елемент, який називається головою переліку. Якщо перелік циклічний двоспрямований, то голова переліку є також скінченним елементом. Зазвичай переліки використовуються для керування процесом імітації або організації черг.